# Драган Ничев (революционер)
 Тази статия е за българския революционер.  За българския литературен критик вижте Драган Ничев (критик).  
Драган Г. Ничев е български учител и революционер, деец на Вътрешната македоно-одринска революционна организация.

## Биография
Драган Ничев е роден в 1874 година в град Велес, тогава в Османската империя. Става учител и се присъединява към ВМОРО. В 1895 година е учител в Тетово и член на околийския революционен комитет на ВМОРО Владимир Трайчев, Никола Панчев, Симеон Мисов и Григор Михайлов. При избухването на Балканската война в 1912 година е доброволец в Македоно-одринското опълчение и служи във 2-ра и нестроева рота на 10-а прилепска дружина. Носител е на бронзов медал.